# 994 (číslo)
Devět set devadesát čtyři je přirozené číslo. Římskými číslicemi se zapisuje CMXCIV a řeckými číslicemi ϡϟδʹ. Následuje po čísle devět set devadesát tři a předchází číslu devět set devadesát pět.

## Matematika
994 je:
- Deficientní číslo
- Složené číslo
- Nešťastné číslo

## Astronomie
- (994) Otthild je planetka hlavního pásu, kterou objevil v roce 1923 Karl Wilhelm Reinmuth

## Ostatní
- +994 je mezinárodní telefonní předvolba Ázerbájdžánu

## Roky
- 994
- 994 př. n. l.